# Partit Liberal Mexicà

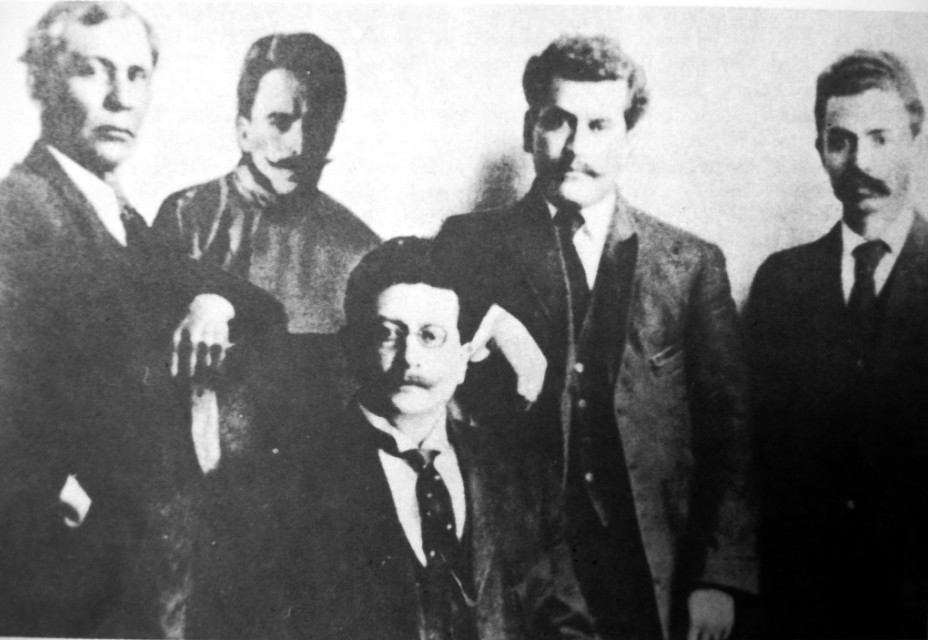
Junta Organizadora del PLM en 1910. Anselmo L. Figueroa, Práxedis G. Guerrero, Ricardo Flores Magón, Enrique Flores Magón i Librado Rivera.

El Partit Liberal Mexicà (PLM) inicialment fou un partit polític que va cercar reorganitzar als simpatitzants del Partit Liberal que promulgà la Constitució de 1857, tingué com antecedent directe el Congrés Liberal de 1901 i els múltiples Clubs Liberals que es formaren en els següents 5 anys. El partit fou fundat el 1906, entre d'altres, pels germans Flores Magón, dels quals, Enrique i Ricardo radicalitzaren la seua activitat política un poc més endavant.
El grup que dins del PLM tingué major influència fou la dita Junta Organitzadora del Partit Liberal Mexicà, que a poc a poc transità del liberalisme a l'anarquisme; des d'ací es feren els primers plantejaments teòrics i es planejaren les primeres insurreccions que donaren origen a la Revolució de 1910 per a enderrocar el règim dictatorial de Porfirio Díaz. Els delegats del PLM estigueren involucrats en les vagues obreres de Cananea i Río Blanco, també planejaren revoltes coordinades amb les quals pretenien estendre la revolució a tot el país. El periòdic Regeneración fundat el 1900, també pels Flores Magón, es va convertir en el principal portaveu del PLM.